# Grazia Colombini
Grazia Colombini (Milano, ...) è una costumista italiana.

## Biografia
Nasce a Milano dove studia pittura all'Accademia di Belle Arti di Brera.
Inizia la sua attività realizzando costumi per spot pubblicitari e programmi televisivi. In seguito focalizza il suo interesse sui costumi per il cinema e il teatro e nel 1990 è costumista per il film "Journey of Hope " di Xavier Koeller che l'anno seguente vince l'Oscar come miglior film straniero. Nel 1995 è candidata al Nastro d'Argento per il film "Troppo Sole" di Giuseppe Bertolucci con il quale inizia una lunga collaborazione. Nel 2003 è di nuovo candidata ai Nastri d'Argento per "Gli indesiderabili " di P. Scimeca e in seguito per "La passione di Giosuè l'ebreo". Nel 2009 riceve la candidatura al Nastro d'Argento e al Ciak d'oro per "Il seme della discordia" di Pappi Corsicato. Con "È stato il figlio" di Daniele Ciprí è candidata al David di Donatello.
All'attività di costumista per il cinema, teatro e televisione, affianca quella di docente coordinatore per il corso di costume della Scuola d'Arte Cinematografica Gian Maria Volontè e di Lecturer per il corso "Costume Theatre" alla NABA di MIlano

## Filmografia
- Sposi, regia di Luciano Manuzzi (1987)
- Viaggio della speranza (Reise der Hoffnung), regia di Xavier Koller (1990)
- Sabato italiano, regia di Luciano Manuzzi (1992)
- Quattro bravi ragazzi, regia di Claudio Camarca (1993)
- D'estate, regia di Silvio Soldini (1994)
- Troppo sole, regia di Giuseppe Bertolucci (1994)
- Di quale amore, regia di N. Correale (1995)
- Il conte di Montecristo, regia di Ugo Gregoretti (1996)
- Oltremare - Non è l'America, regia di N. Correale (1997)
- Appassionate, regia di Tonino De Bernardi (1999)
- Fairway - Una strada lunga un sogno, regia di N. Correale (1999)
- Il dolce rumore della vita, regia di Giuseppe Bertolucci (1999)
- La vera madre, regia di G. Albano (1999)
- Placido Rizzotto, regia di Pasquale Scimeca (2000)
- L'amore probabilmente, regia di Giuseppe Bertolucci (2001)
- L'inverno, regia di Nina di Majo (2002)
- Sotto gli occhi di tutti, regia di N. Correale (2002)
- Cuore scatenato, regia di G. Sodaro (2003)
- Gli indesiderabili, regia di Pasquale Scimeca (2003)
- Lettere al vento, regia di E. Budina (2003)
- La passione di Giosuè l'ebreo, regia di Pasquale Scimeca (2005)
- Liscio, regia di C. Antonini (2006)
- Donne sbagliate, regia di M. Vullo - film TV (2007)
- Nessuna qualità agli eroi, regia di Paolo Franchi (2007)
- Tutti i rumori del mondo, regia di Tiziana Aristarco - film TV (2007)
- Rosso Malpelo, regia di Pasquale Scimeca (2007)
- Il seme della discordia, regia di Pappi Corsicato(2008)
- Armando Testa - Povero ma moderno, regia di Pappi Corsicato - documentario (2009)
- La fisica dell'acqua, regia di Felice Farina (2009)
- Malavoglia, regia di Pasquale Scimeca (2010)
- Matrimoni e altri disastri, regia di Nina Di Majo (2010)
- È stato il figlio, regia di Daniele Ciprì (2011)
- Nina, regia di Elisa Fuksas (2011)
- Se chiudo gli occhi non sono più qui, regia di Vittorio Moroni (2012)
- La buca, regia di Daniele Ciprì (2013)
- La felicità è un sistema complesso, regia di Gianni Zanasi (2014)
- Vergine giurata, regia di Laura Bispuri (2014)
- Onda su onda, regia di Rocco Papaleo (2015)
- Questo nostro amore '80 - serie TV (2016)
- Dove non ho mai abitato, regia di Paolo Franchi (2017)
- Il povero Cristo, videoclip Vinicio Capossela (2018)
- Seen, videoclip Laura Pausini (2019)
- Villetta con ospiti, regia di Ivano De Matteo (2020)
- Il legionario, regia Hleb Papou (2021)
- Love & Gelato, regia Brandon Camp (2022)

## Riconoscimenti
- Candidatura ai Nastri d'argento 1995 per Troppo sole
- Candidatura ai Nastri d'argento 2004 per Gli indesiderabili
- Candidatura ai Nastri d'argento 2006 per La passione di Giosuè l'ebreo
- Candidatura ai Nastri d'argento 2009 per Il seme della discordia
- Candidatura ai Ciak d'oro 2009 per Il seme della discordia
- Candidatura al David di Donatello 2013 per È stato il figlio
- Candidatura ai Nastri d'argento 2013 per È stato il figlio
- Candidatura ai Ciak d'oro 2013 per È stato il figlio